# Solčianky
Solčianky este o comună slovacă, aflată în districtul Topoľčany din regiunea Nitra. Localitatea se află la altitudinea de 194 m deasupra n.m., se întinde pe o suprafață de 2,66 km2 și în 2017 număra 268 de locuitori.

## Istoric
Localitatea Solčianky este atestată documentar din 1113.

## Demografie
| An:                | 1994 | 2004    | 2014   | 2024   |
| ------------------ | ---- | ------- | ------ | ------ |
| Număr de persoane: | 298  | 258     | 269    | 271    |
| Diferență:         |      | −13,42% | +4,26% | +0,74% |

| An:                | 2023 | 2024   |
| ------------------ | ---- | ------ |
| Număr de persoane: | 265  | 271    |
| Diferență:         |      | +2,26% |